# ニコレット郡 (ミネソタ州)
ニコレット郡（英: Nicollet County）は、アメリカ合衆国ミネソタ州の南部に位置する郡である。2010年国勢調査での人口は32,727人であり、2000年の29,771人から9.9％増加した。郡庁所在地はセントピーター市（人口11,196人）であり、同郡で人口最大の都市はノースマンケイト市（人口13,394人）である。
ニコレット郡はマンケイト・ノースマンケイト大都市圏に属している。

## 地理
アメリカ合衆国国勢調査局に拠れば、郡域全面積は466.95平方マイル (1,209.4 km2)であり、このうち陸地452.29平方マイル (1,171.4 km2)、水域は14.65平方マイル (37.9 km2)で水域率は3.14％である。

### 湖
ニコレット郡には8の湖がある。

### 主要高規格道路
| - アメリカ国道14号線 - アメリカ国道169号線 - ミネソタ州道4号線 - ミネソタ州道15号線 - ミネソタ州道22号線 | - ミネソタ州道60号線 - ミネソタ州道99号線 - ミネソタ州道111号線 - ミネソタ州道295号線 - ミネソタ州道333号線 |

### 隣接する郡
- シブリー郡 - 北
- ルシュール郡 - 東
- ブルーアース郡 - 南東
- ブラウン郡 - 南西
- レンビル郡 - 北西

## 人口動態

人口ピラミッド

以下は2000年の国勢調査による人口統計データである。
| 基礎データ - 人口: 29,771人 - 世帯数: 10,642 世帯 - 家族数: 7,311 家族 - 人口密度: 25人/km2（66人/mi2） - 住居数: 11,240軒 - 住居密度: 10軒/km2（25軒/mi2） 人種別人口構成 - 白人: 96.37% - アフリカン・アメリカン: 0.80% - ネイティブ・アメリカン: 0.26% - アジア人: 1.14% - 太平洋諸島系: 0.02% - その他の人種: 0.65% - 混血: 0.75% - ヒスパニック・ラテン系: 1.80% 先祖による構成 - ドイツ系：49.2％ - ノルウェー系：13.3％ - スウェーデン系：6.8％ - アイルランド系：5.4％ 年齢別人口構成 - 18歳未満: 24.7% - 18-24歳: 16.4% - 25-44歳: 26.9% - 45-64歳: 21.2% - 65歳以上: 10.8% - 年齢の中央値: 33歳 - 性比（女性100人あたり男性の人口） - 総人口: 99.3 - 18歳以上: 96.9 | 世帯と家族（対世帯数） - 18歳未満の子供がいる: 35.3% - 結婚・同居している夫婦: 57.5% - 未婚・離婚・死別女性が世帯主: 7.9% - 非家族世帯: 31.3% - 単身世帯: 24.0% - 65歳以上の老人1人暮らし: 8.8% - 平均構成人数 - 世帯: 2.56人 - 家族: 3.05人 収入と家計 - 収入の中央値 - 世帯: 46,170米ドル - 家族: 55,694米ドル - 性別 - 男性: 36,236米ドル - 女性: 25,344米ドル - 人口1人あたり収入: 20,517米ドル - 貧困線以下 - 対人口: 7.5% - 対家族数: 4.3% - 18歳未満: 6.7% - 65歳以上: 8.0% |

### 収入

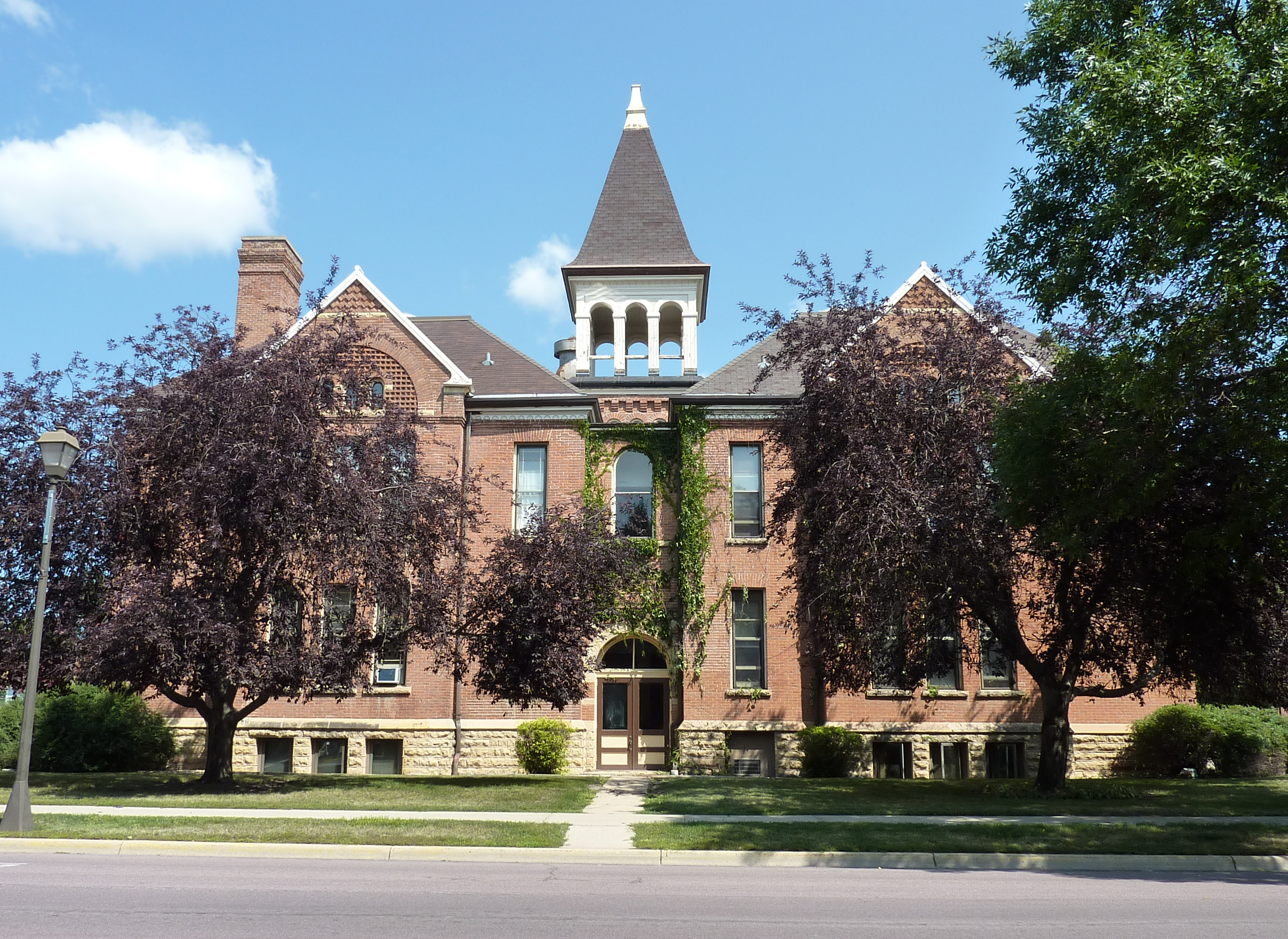
ノースマンケイトにある公立学校

## 都市と郡区
| 都市 | 郡区 | 郡区                                                                                        | 未編入の町                                                                       |
| --- | --- | ------------------------------------------------------------------------------------------- | -------------------------------------------------------------------------------- |
| - コートランド - ラファイエット - マンケイト † - ニコレット - ノースマンケイト ‡ - セントピーター - 郡庁所在地 | - ベルグレイド - バーナドット - ブライトン - コートランド - グランビー - ラファイエット - レイクプレーリー | - ニュースウェーデン - ニコレット - オシャワ - リッジリー - トラバース - ウェストニュートン | - クロスナー - ノーズランド - セントジョージ - ウェストニュートン - バーナドット |

- † マンケイト市は主にブルーアース郡に入っているが、一部がニコレット郡にも跨っている
- ‡ ノースマンケイト市は主にニコレット郡に入っているが、ブルーアース郡にも跨っている